# Kanavere
Kanavere est un village de la Commune de Kose du Comté de Harju en Estonie.
Au 31 décembre 2011, le village compte 95 habitants.